# Cornelius Castoriadis
Cornelius Castoriadis (11. března 1922 Konstantinopol – 26. prosince 1997 Paříž) byl vlivný řecko-francouzský levicový intelektuál, filosof, ekonom a psychoanalytik.

## Život
Narodil se v Turecku, ale ještě roku 1922 se s rodinou přestěhoval do Athén, kde vystudoval politologii, ekonomii a právo. Od mládí se angažoval v levicovém, později trockistickém hnutí, takže za války byl pronásledován jak nacisty, tak také komunisty. Po válce se usadil v Paříži a po rozchodu s trockisty založil spolu s Claude Lefortem liberálně-socialistickou skupinu „Socialismus nebo barbarství“ (Socialisme ou barbarie), k níž patřil i Jean-Francois Lyotard a Guy Debord. Jako ekonom pracoval pro OECD a na základě svých výzkumů odmítl marxistickou teorii v ekonomii i v politice. Významně se přičinil o odklon francouzské levice od SSSR, který kritizoval jako byrokratický režim. Roku 1964 se připojil k J. Lacanovi, prošel psychoanalytickým výcvikem a od roku 1970 působil jako psychoterapeut. Od roku 1980 přednášel na EHESS.

## Hlavní díla
- La Société bureaucratique 2 svazky : Les Rapports de production en Russie a La Révolution contre la bureaucratie, 1973
- L'Expérience du mouvement ouvrier 2 svazky: Comment lutter a Prolétariat et organisation, 1974
- L'Institution imaginaire de la société, 1975, Éditions du Seuil
- Les Carrefours du labyrinthe, 1978 (sv. I)
- Le Contenu du socialisme, 1979
- Capitalisme moderne et révolution 2 svazky, 1979
- Devant la guerre, 1981
- Domaines de l'homme (Les carrefours du labyrinthe II), 1986
- Le Monde morcelé (Les carrefours du labyrinthe III), 1990
- La Montée de l'insignifiance (Les carrefours du labyrinthe IV), 1996
- Fait et à faire (Les carrefours du labyrinthe V), 1997
- Figures du pensable (Les carrefours du labyrinthe VI), 1998 (posmrtně)

## Význam
Castoriadis psal a publikoval v mimořádné šíři oborů, od matematiky a fyziky přes biologii až po filosofii a antropologii. Soustavně se zabýval starověkou řeckou společností a srovnával její instituce a postupy s moderními. Výrazně ovlivnil francouzské intelektuální prostředí, například E. Morina a J.-F. Lyotarda, ale také J. Habermase nebo H. Joase. Velké pozornosti se jeho dílo těší v USA.